# Dolná Strehová
Dolná Strehová je obec v okrese Veľký Krtíš v Banskobystrickém kraji na Slovensku. Leží v Jihoslovenské kotlině přibližně 13 km východně od okresního města v blízkosti maďarských hranic. Žije zde přibližně 1 000 obyvatel.
První písemná zmínka o obci pochází z roku 1251. V obci se nachází pozdně renesanční evangelický kostel z roku 1652, klasicistní římskokatolický kostel Nanebevzetí Panny Marie z roku 1811 a barokně klasicistní kaštel z konce 18. století. V kaštele v současnosti sídlí museum Imre Madácha.

## Turismus
V obci je koupaliště napájené s termálních vrtů.

## Osobnosti
- Imre Madách (1823–1864) –  maďarský romantický spisovatel, básník a dramatik

### Externí odkazy

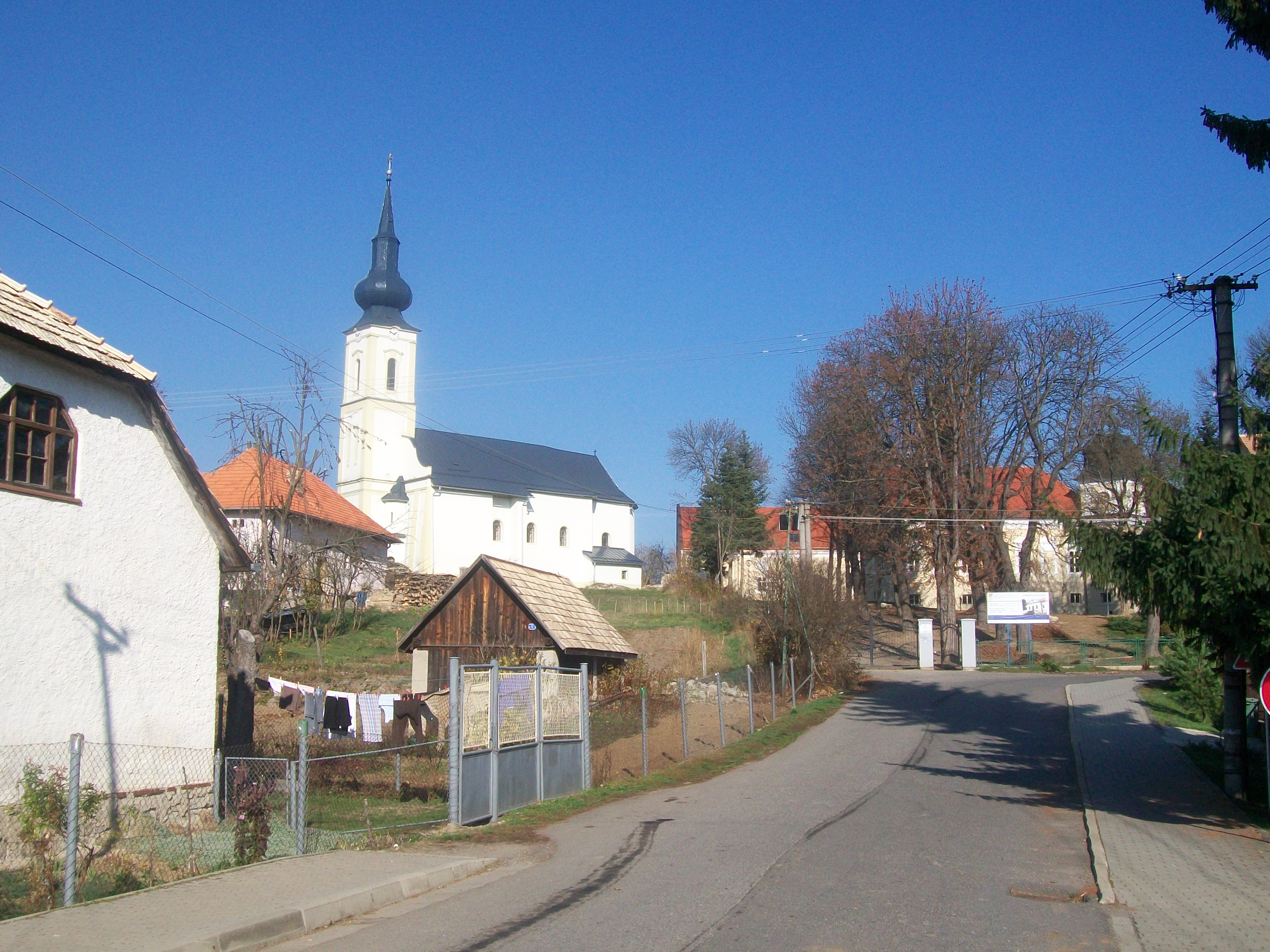
Dolná Strehová, ulice Imre Madácha
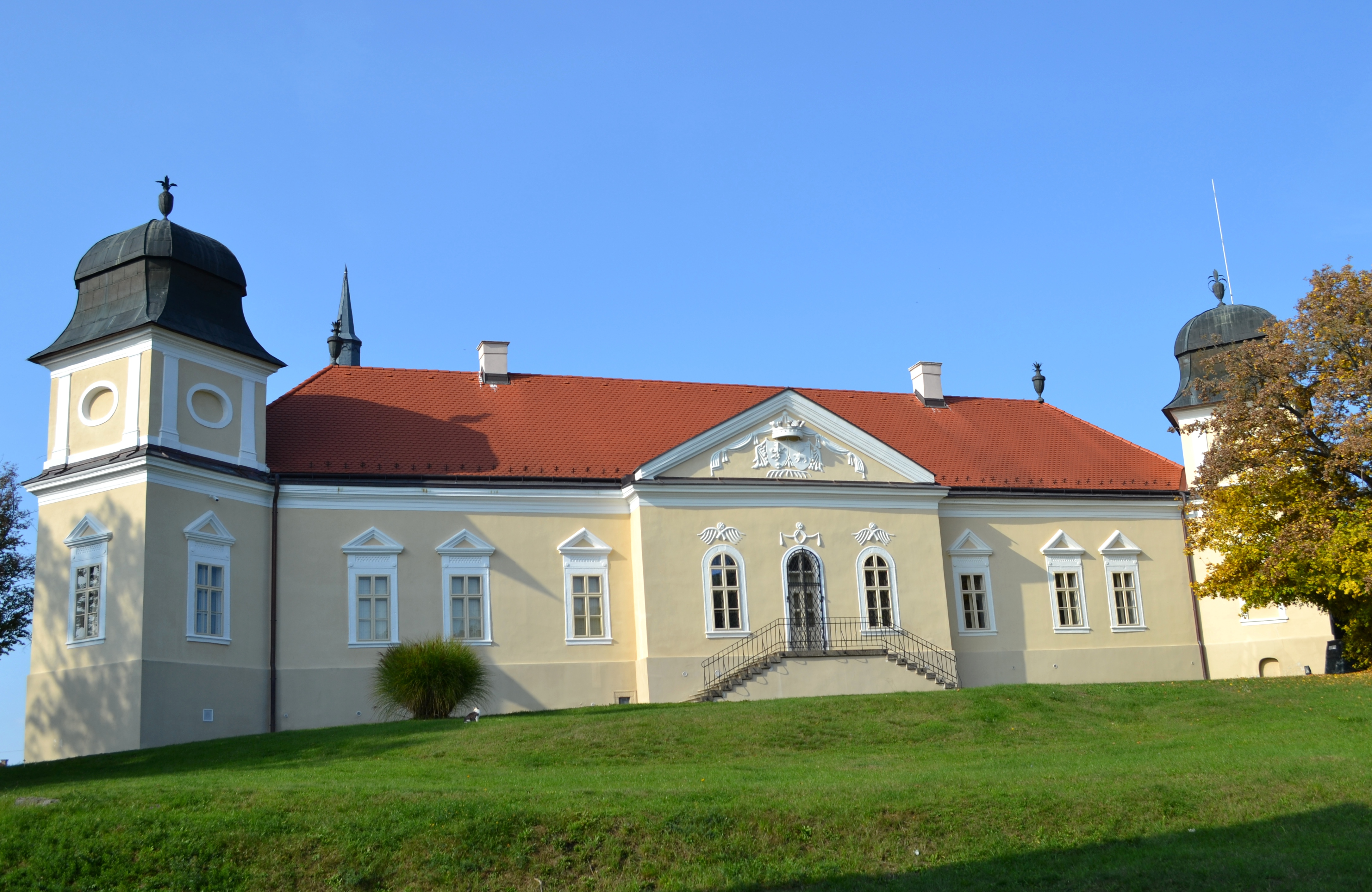
Dolná Strehová, kaštel Imre Madácha
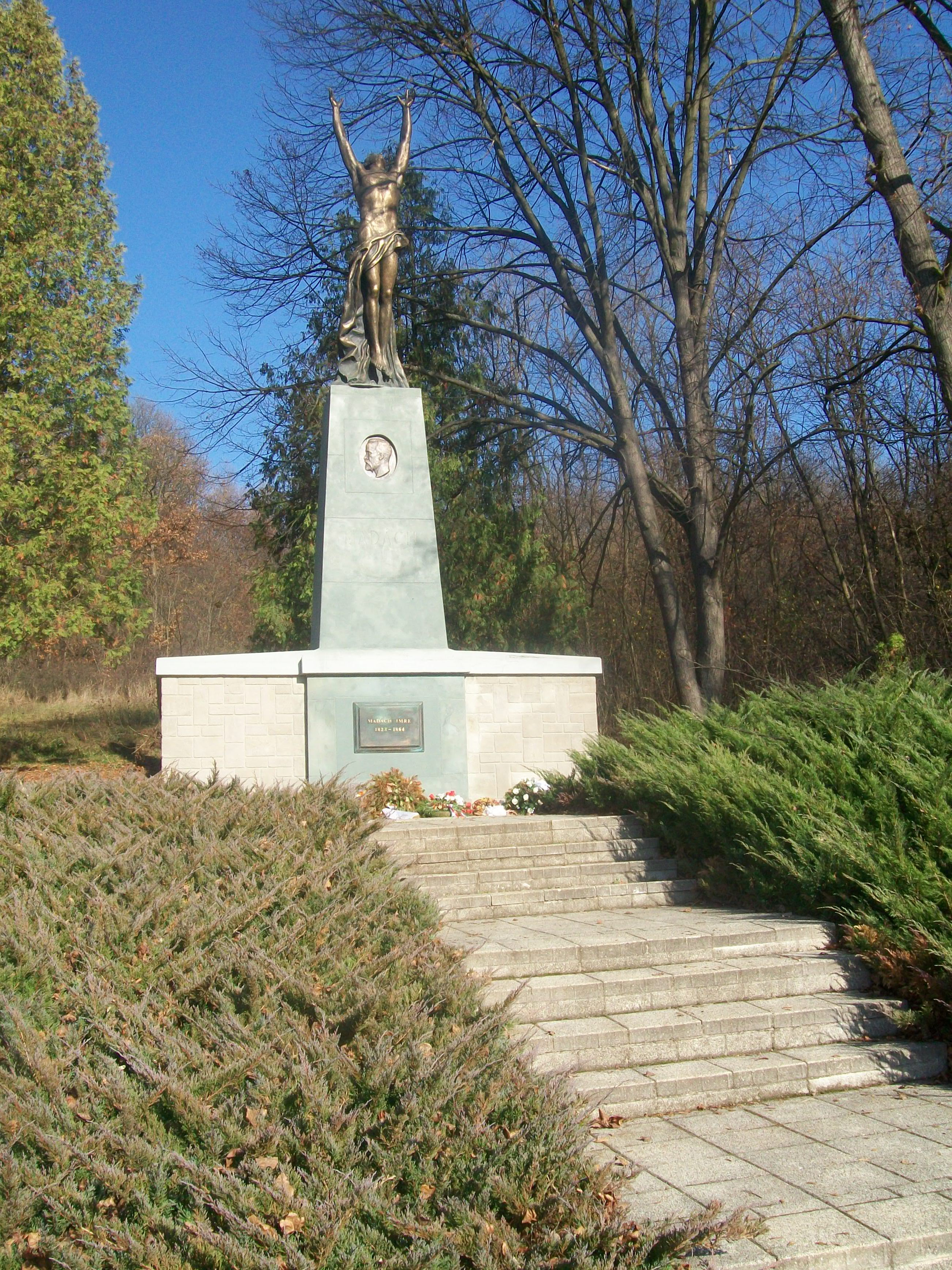
Dolná Strehová, hrobka a pomník Imre Madácha